# Melanomyinae
Melanomyinae là một phân họ của họ Calliphoridae.

## Một số chi tiêu biểu[2]
- Adichosina
- Angioneura
- Eggisops
- Gymnadichosia
- Melanomya (= Opsodexia)
- Melinda
- Ochromelinda
- Onesihoplisa
- Paradichosia
- Tricycleopsis
- Zernyiella